# Alessandro Albani
Alessandro Albani (Urbino, 15 octobre 1692 – Rome, 11 décembre 1779) est un cardinal italien de l'Église catholique romaine, renommé pour son attachement à l'art, pour son mécénat et pour son soutien à l'essor de l'art néoclassique.

## Biographie

### Origines et famille
Alessandro Albani est issu d'une célèbre famille italienne, qui descend de réfugiés albanais au XVe siècle et qui donna à l'Église un pape et cinq cardinaux.
La famille Albani se scinde en deux branches, l'une s'installe à Bergame, l'autre à Urbino. Il est le plus jeune des neuf enfants d'Orazio Albani et de Maria Bernarda Ondedei.
Neveu du pape Clément XI (1700-1721) et frère du cardinal Annibale Albani (1711), il est l'oncle du cardinal Giovanni Francesco Albani (1747) et le grand-oncle du cardinal Giuseppe Albani (1801).
Le premier cardinal de la famille est Gian Girolamo Albani (1570).

### Jeunesse
Alessandro Albani entre dans l'ordre de Saint-Jean de Jérusalem, le 26 août 1701 à Rome. Colonel d'un régiment de Dragons dans les troupes pontificales en 1707, il devient grand prieur d'Arménie en 1709. Il entre dans les ordres à la demande du pape Clément XI ce qui lui causera des problèmes en raison de ses manières cavalières et de son manque de discipline. Envoyé à Bologne, en compagnie de son frère Carlo, afin d’accueillir le roi Frédéric IV de Danemark. Abbé commendataire de l'abbaye de S. Lorenzo di Campo, de 1717 à 1744. Référendaire du Tribunal suprême de la Signature apostolique à partir de juin 1718, il est nommé secrétaire des Mémoriaux, le 8 décembre. Clerc de la Chancellerie apostolique, le 10 mai 1719 et préfet de la Congrégation des Archives. En 1720, il est envoyé à Vienne pour conclure les négociations sur la restitution de Comacchio.

### Cardinalat
Alessandro Albani est élevé au rang de cardinal-diacre lors du consistoire du 16 juillet 1721 par le pape Innocent XIII. Il est dispensé de certaines obligations, ayant un frère au sein du Sacré Collège de cardinaux et n'ayant pas été reçu au sein des ordres Mineurs. Il reçoit la barrette rouge et est confirmé dans le diocèse de S. Adriano, le 24 septembre 1721.
Le 2 août 1721, il est dispensé de recevoir les ordres sacrés en dehors des Quatre-Temps. Le 20 décembre, 1721, il reçoit le sous-diaconat et devient abbé commendataire de l'abbaye de S. Leonardo di Siponto, il occupe ce poste de 1721 à 1741. Le 23 septembre 1722, il reçoit le diaconat de S. Maria in Cosmedin.
Il prend part au conclave de 1724, qui élit le pape Benoît XIII. Abbé commendataire de l'abbaye de Nonantola (juin 1724), il est nommé protecteur du royaume de Sardaigne et des domaines de son roi en 1724. Il participe aux négociations du concordat de 1727. Devenu abbé commendataire de l'abbaye de Staffarda, en 1730, il participe la même année au conclave qui élit le pape Clément XII. Ministre du Piémont à Rome en 1737, il négocie le nouveau concordat avec le royaume de Piémont-Sardaigne en 1741. Il est préfet de la Congrégation e delle Acque, Paludi, Pontiue, Chiane à partir d'août 1738.
Il participe au conclave de 1740, qui élit le pape Benoît XIV. Nommé diacre de S. Agata en Suburra, le 7 août 1741, tout en conservant en commende de la diaconie de S. Maria in Cosmedin jusqu'à sa mort. Il est nommé au diaconat de S. Maria ad Martyres, le 11 mars 1743. Protecteur du royaume et des États héréditaires de la maison de Habsbourg en 1743. Ambassadeur d'Autriche à Rome de 1744 à 1748, il est nommé protecteur de l'empire d'Autriche en 1746.
Cardinal-diacre de S. Maria in Via Lata, le 10 avril 1747, habituellement attribué à au cardinal-protodiacre. Il devient le protecteur des chanoines réguliers Prémontrés, en novembre 1751, ainsi que le protecteur des maronites ; du Collegio Germanico Ungarico, de Rome, et des frères mineurs. Ministre de l'Autriche auprès du Saint-Siège, de 1756 à sa mort.
Il participe au conclave de 1758, qui a élu le pape Clément XIII.
Bibliothécaire de la Sainte Église catholique romaine, du 12 août 1761 jusqu'à sa mort; il participe au conclave de 1769, qui élit le pape Clément XIV, ainsi qu'au conclave de 1774-1775, qui élit le pape Pie VI.
Un prélat ami des Arts et mécène
Albani constitua trois des plus importantes collections d'art jamais créées :
- une collection d'œuvres sculptées gréco-romaines, pour partie issues des nombreuses fouilles archéologiques de l'époque, pour laquelle il fit construire par Carlo Marchionni, de 1753 à 1761, la villa Albani ; il la fit cataloguer par son protégé Winckelmann, qui se lia en 1765 avec Jean-Jacques de Boissieu, un des commensaux du duc de La Rochefoucault lors de son voyage en Italie ;
-  une collection de dessins de maîtres anciens (Poussin, les Carrache, le Dominiquin, Le Lorrain) qui fut acquise par le roi George III et intégra de la collection de la Couronne britannique (40 000 feuilles, dont 600 de Vinci) ;
- une collection de monnaies et de médailles antiques, achetée vers 1840 par le marquis et collectionneur compulsif Gampietro Campana (1809-1880), qui est conservée à la Vaticane.
Depuis le pontificat du pape Clément XIV, il était membre du parti zelanti opposé à l'ingérence des monarques européens dans le gouvernement de l’Église.
Il meurt le 11 décembre 1779 après un cardinalat de 58 ans et 148 jours, de juillet 1721 à décembre 1779, le deuxième de l'histoire après celui d'Henri Benoît Stuart (60 ans et 10 jours de 1747 à 1807).

### Sources
- (en) Fiche du cardinal Albani sur fiu.edu